# Gerhard Zimmermann (Politiker)
Gerhard Zimmermann (* 31. Mai 1927 in Ahlbeck (bei Ueckermünde); † 7. Mai 1989) war ein deutscher Politiker (SED). Er war Minister für Schwermaschinen- und Anlagenbau der DDR.

## Leben
Zimmermann, Sohn einer Arbeiterfamilie, erlernte den Beruf eines Bootsbauers. 1944/1945 leistete er seinen Reichsarbeitsdienst und war von Mai bis Juli 1945 in sowjetischer Kriegsgefangenschaft. 
Von 1946 bis 1948 war Zimmermann wieder als Bootsbauer tätig, unter anderem in Eggesin und in Altwarp. Er trat 1949 der Sozialistischen Einheitspartei Deutschlands (SED) bei und besuchte 1948/1949 die Technische Lehranstalt für Schiffbau in Stralsund, die er als Meister abschloss. Anschließend arbeitete er von 1949 bis 1950 als Meister in der Boddenwerft Ribnitz-Damgarten. 1951 besuchte er einen Lehrgang an der Landesparteischule der SED in Wiligrad, 1952/1953 studierte er an der Ingenieurschule Wismar. Von 1952 bis 1953 leitete Zimmermann das Lehrkabinett und war Direktor für Arbeit im VEB Warnowwerft Warnemünde. Von 1953 bis 1957 war Zimmermann Mitarbeiter und Abteilungsleiter in der SED-Bezirksleitung Rostock. Von 1957 bis 1963 wirkte er als Direktor der VEB Warnow-Werft Warnemünde und wurde dann Generaldirektor der VVB Schiffbau in Rostock. Von 1965 bis 1981 war er Minister für Schwermaschinen- und Anlagenbau der DDR und zeitweilig Mitglied des Präsidiums des Ministerrates der DDR.
Gerhard Zimmermann erhielt eine "Trauerfeier des Ministerrates der DDR" und wurde auf dem Zentralfriedhof Berlin-Friedrichsfelde beigesetzt.

## Auszeichnungen
- Banner der Arbeit (1964)
- Vaterländischer Verdienstorden in Bronze und in Silber (1974)